# 6-й меридіан східної довготи
6-й меридіан східної довготи — лінія довготи, що лежить на 6 градусів східніше Гринвіцького меридіана. Вона проходить від Північного полюса через Північний Льодовитий океан, Європу, Африку, Атлантичний океан, Південний океан та Антарктиду до Південного полюса.
6-й меридіан східної довготи формує велике коло разом із 174-тим меридіаном західної довготи.

## Список географічних об'єктів, що перетинає 6° сх. д.
Починаючи на Північному полюсі та рухаючись до Південного полюса, 6-й меридіан східної довготи проходить через:
| Координати                                               | Країна, територія або море | Примітки |
| -------------------------------------------------------- | -------------------------- | --- |
| 90°0′ пн. ш. 6°0′ сх. д. / 90.000° пн. ш. 6.000° сх. д.  | Північний Льодовитий океан | |
| 81°19′ пн. ш. 6°0′ сх. д. / 81.317° пн. ш. 6.000° сх. д. | Атлантичний океан          | |
| 62°29′ пн. ш. 6°0′ сх. д. / 62.483° пн. ш. 6.000° сх. д. | Норвегія                   | Входить через острів Годьойя[en], Мере-ог-Ромсдал Виходить південніше Ейгерсунна[en], Ругаланн                     |
| 58°25′ пн. ш. 6°0′ сх. д. / 58.417° пн. ш. 6.000° сх. д. | Північне море              | |
| 53°24′ пн. ш. 6°0′ сх. д. / 53.400° пн. ш. 6.000° сх. д. | Нідерланди                 | Проходить східніше Апелдорна та Арнема                                                                             |
| 51°50′ пн. ш. 6°0′ сх. д. / 51.833° пн. ш. 6.000° сх. д. | Німеччина                  | Приблизно на 10 км                                                                                                 |
| 51°44′ пн. ш. 6°0′ сх. д. / 51.733° пн. ш. 6.000° сх. д. | Нідерланди                 | |
| 51°5′ пн. ш. 6°0′ сх. д. / 51.083° пн. ш. 6.000° сх. д.  | Німеччина                  | Приблизно на 11 км                                                                                                 |
| 50°59′ пн. ш. 6°0′ сх. д. / 50.983° пн. ш. 6.000° сх. д. | Нідерланди                 | |
| 50°48′ пн. ш. 6°0′ сх. д. / 50.800° пн. ш. 6.000° сх. д. | Німеччина                  | Проходить західніше Аахена — приблизно на 2 км                                                                     |
| 50°47′ пн. ш. 6°0′ сх. д. / 50.783° пн. ш. 6.000° сх. д. | Нідерланди                 | Приблизно на 4 км                                                                                                  |
| 50°45′ пн. ш. 6°0′ сх. д. / 50.750° пн. ш. 6.000° сх. д. | Бельгія                    | |
| 50°11′ пн. ш. 6°0′ сх. д. / 50.183° пн. ш. 6.000° сх. д. | Люксембург                 | Проходить західніше Люксембург                                                                                     |
| 49°27′ пн. ш. 6°0′ сх. д. / 49.450° пн. ш. 6.000° сх. д. | Франція                    | Проходить через Безансон                                                                                           |
| 46°14′ пн. ш. 6°0′ сх. д. / 46.233° пн. ш. 6.000° сх. д. | Швейцарія                  | Проходить західніше Женеви — приблизно на 9 км                                                                     |
| 46°9′ пн. ш. 6°0′ сх. д. / 46.150° пн. ш. 6.000° сх. д.  | Франція                    | Проходить східніше Тулона                                                                                          |
| 43°6′ пн. ш. 6°0′ сх. д. / 43.100° пн. ш. 6.000° сх. д.  | Середземне море            | |
| 36°51′ пн. ш. 6°0′ сх. д. / 36.850° пн. ш. 6.000° сх. д. | Алжир                      | |
| 19°36′ пн. ш. 6°0′ сх. д. / 19.600° пн. ш. 6.000° сх. д. | Нігер                      | |
| 13°42′ пн. ш. 6°0′ сх. д. / 13.700° пн. ш. 6.000° сх. д. | Нігерія                    | |
| 4°19′ пн. ш. 6°0′ сх. д. / 4.317° пн. ш. 6.000° сх. д.   | Атлантичний океан          | Проходить західніше острова Сан-Томе, Сан-Томе і Принсіпі Проходить східніше острова Аннобон, Екваторіальна Гвінея |
| 60°0′ пд. ш. 6°0′ сх. д. / 60.000° пд. ш. 6.000° сх. д.  | Південний океан            | |
| 70°1′ пд. ш. 6°0′ сх. д. / 70.017° пд. ш. 6.000° сх. д.  | Антарктида                 | Проходить через Землю Королеви Мод (претендує Норвегія)                                                            |